# Somatische cel
De somatische cellen van een meercellig organisme zijn de cellen die niet tot de kiembaan (geslachtscellen en hun voorlopers) behoren.
Bij veel planten en dieren zijn de somatische cellen diploïd (of polyploïd), in tegenstelling tot de geslachtscellen (zaadcellen en eicellen), die maar één set chromosomen hebben (haploïd). Bij de bevruchting wordt de erfelijke informatie van mannelijke en vrouwelijke geslachtscel samengevoegd.
Somatische mutaties zijn mutaties die plaatsvinden in somatische cellen. De erfelijke informatie in somatische cellen wordt bij geslachtelijke voortplanting niet aan de volgende generatie doorgegeven. Bij ongeslachtelijke voortplanting, zoals vegetatieve vermeerdering, kan erfelijke informatie in somatische cellen wel worden doorgegeven.